# Santa María Ixhuatán
Santa María Ixhuatán est une ville du Guatemala dans le département de Santa Rosa.